# Otto Neurath
Otto Neurath (Vienna, 10 dicembre 1882 – Oxford, 22 dicembre 1945) è stato un sociologo, economista e filosofo austriaco.
Esponente non ortodosso del marxismo, fece parte dell'ala sinistra del Circolo di Vienna. Egli rifiutò sia la metafisica sia l'epistemologia. Neurath vedeva nel marxismo un tipo di scienza e considerava la scienza uno strumento di cambiamento. Nel 1919 fu alla guida del programma di socializzazione della Baviera.

## Biografia
Otto Neurath, primo dei due figli di un accademico viennese, inizia i suoi studi di Economia all'Università di Berlino. È in questo ambiente che inizia a maturare le sue teorie sulla necessità di introduzione di un sistema economico basato sui bisogni delle persone e non sul profitto, quello che lui definisce "economy in kind" (pagamento in natura o baratto). Subito dopo la laurea inizia una precoce carriera da docente alla Vienna Business School, dove inizia a frequentare gli studiosi che in seguito formeranno il primo nucleo del Circolo di Vienna. In seguito allo scoppio della prima guerra mondiale, si arruola nell'esercito tedesco, dove presto le sue conoscenze in campo economico vengono messe al servizio della gestione delle forniture. Grazie a queste sue capacità, nel 1916 viene nominato responsabile della sezione economica del Ministero della Difesa a Vienna e contemporaneamente diventa direttore del Museo di economia di guerra di Lipsia, dove inizia la sua missione educativa tramite gli strumenti della comunicazione visiva. L'anno dopo ottiene l'abilitazione all'insegnamento all'Università di Heidelberg.
Gli eventi rivoluzionari sviluppatisi in Germania nel 1918 portano alla proclamazione della Repubblica Bavarese dei Consigli, una repubblica socialista ispirata al sistema dei soviet russi. Neurath, chiuso il capitolo del museo di Lipsia e assunto un ruolo di responsabilità all'interno della nascente repubblica, inizia a diffondere il proprio piano per una socializzazione dell'economia. Tuttavia la Repubblica Bavarese dei Consigli ha una vita molto breve e con il suo fallimento Neurath viene arrestato. Scontata una condanna di diciotto mesi, fa ritorno a Vienna e trova una città profondamente cambiata. Nel 1919 i socialdemocratici prendono il potere nella città, dando inizio al periodo passato alla storia con il nome di "Vienna rossa", caratterizzato da una grossa fiducia nell'educazione e una radicale ricostruzione della vita culturale della città a partire dalla creazione di una serie di istituzioni volte a sostenere ogni aspetto della vita quotidiana dei cittadini (cultura, tempo libero, ecc.). Neurath viene nominato segretario dell'Istituto di ricerca per l'economia sociale, con lo speciale incarico di supportare il nascente movimento di cooperazione per l'edilizia sociale.
Nello stesso spirito, Neurath fonda l'anno seguente (1921) la "Co-operative Housing and Allotment Association", un'associazione volta a gestire l'occupazione dei piccoli lotti di terreno del comune, regolarizzarne l'appropriazione e favorirne un'edificazione autonoma e collaborativa (gestire in maniera comunitaria la produzione, l'amministrazione e la distribuzione delle abitazioni). Nel 1924 nasce dall'idea dello stesso Neurath il "Museo della società e dell'economia", un'istituzione volta principalmente a favorire l'educazione pubblica. In questo contesto prende forma Isotype (International System of Typographic Picture Education), detto anche "Metodo viennese", un sistema di visualizzazione e semplificazione delle informazioni. Il grande successo raccolto fin dalle prime mostre realizzate con questo sistema di esposizione permette a Neurath di aprire altre sedi del Museo all'estero, mentre a Vienna viene inaugurata una nuova sede permanente all'interno del municipio, la cui progettazione viene affidata all'architetto Josef Frank, amico e collaboratore. Nel 1928 Gerd Arntz entra a far parte dello staff del Museo di Vienna, dando un apporto essenziale all'evoluzione visiva del sistema Isotype, nonché alla sua progressiva diffusione.
La sempre maggiore riproducibilità e standardizzazione del segno grafico rende sempre più concreto il sogno di Neurath riguardante la creazione di una rete di musei sociali in tutto il mondo. A conferma di ciò, l'Unione Sovietica invita Neurath ad aprire a Mosca una sede staccata del museo viennese, che prende il nome di Isostat e ha un'attività molto intensa negli anni seguenti la fondazione. Tuttavia in Austria la situazione precipita: nel 1933, sull'ondata dei regimi dittatoriali che sta travolgendo tutta Europa, il cancelliere Engelbert Dollfuss assume il controllo totale della nazione tramite un colpo di Stato. Il governo socialdemocratico viene spazzato via insieme a tutte le istituzioni pubbliche, compreso il Museo della società e dell'economia. Neurath, che si trova a Mosca, messo al corrente della situazione dalla moglie nonché collaboratrice Marie Reidemeister, decide di prendere la via per L'Aia e accetta l'idea di non tornare a Vienna per un lungo periodo. Raggiunto nella città olandese dai suoi collaboratori, non si arrende di fronte alla situazione politica e decide di portare avanti la propria missione, fondando all'Aia il Centro internazionale per l'educazione visiva. Nel 1936 pubblica le sue opere più celebri: "International Picture Language (ISOTYPE)" e "Modern Man in the Making". Quando nel 1940 i tedeschi invadono i Paesi Bassi, Neurath e la moglie tentano la fuga via mare ma, intercettati da una nave inglese, vengono portati a Dover e costretti a un soggiorno prolungato in Inghilterra. Qui fondano l'Isotype Institute e continuano a pubblicare libri e organizzare eventi, tra cui la mostra "Housing and Happiness", testimonianza della costante attenzione di Neurath nei confronti del tema dell'edilizia cooperativa. Neurath muore il 22 dicembre del 1945 a Oxford, in Inghilterra.

## Pensiero
La teoria della corrispondenza fra enunciati e fatti era stata generalmente accettata dai membri del Circolo di Vienna, con l'eccezione di Neurath, secondo il quale la pretesa che i protocolli registrino esperienze vissute e, come tali, godano di uno stile privilegiato nei confronti di altri enunciati è infondata, poiché qualsiasi proposizione, protocollare o no, può essere mutata o respinta in nome della sua coerenza con altri enunciati. Ogni nuova proposizione deve essere confrontata con il sistema: se è compatibile con esso può essere accettata, se non lo è si può rigettarla, come si può modificare il sistema o una sua parte, poiché nessuna proposizione, nemmeno quelle protocollari, sono intangibili. Il tema fondamentale del pensiero di Neurath fu la definizione della scienza come puro linguaggio, grazie al quale si producono tutte quelle trasformazioni fondamentali per l'evoluzione delle discipline. Neurath si dissociò dal Circolo di Vienna in relazione al criterio di veridicità delle proposizioni linguistiche, per il quale non occorre una prova empirica con i dati, ma solamente un confronto con altre proposizioni presenti nell'ambito del sistema scientifico.

## Self help urbanism
Dopo la prima guerra mondiale il governo austriaco si dimostra incapace di provvedere alle infrastrutture necessarie a una ricostruzione del paese. Date le risorse scarseggianti, il rischio di rimanere senza cibo si fa sempre più reale e molte persone provenienti dalle classi medio-basse, per combattere il rischio di carestia, cercano rifugio fuori dalla città, in parchi, boschi, spazi aperti. Mentre alcuni trovano alloggio intorno a piccoli orti demaniali nati prima della guerra, altri semplicemente iniziano a edificare nei primi terreni liberi a disposizione. Questi contadini improvvisati, costretti a frequenti spostamenti, formano delle comunità autonome che, unite dalla necessità di costruire alloggi arrangiati con i pochi mezzi a disposizione, dimostrano una grande capacità di ri-costruire una primitiva ma funzionale struttura economico-sociale. Alcuni architetti e urbanisti, assistendo a questo fenomeno, iniziano a vedere nell'organizzazione comunitaria "dal basso" l'unico catalizzatore per possibili riforme urbane volte a migliorare la vita nelle città. Otto Neurath, insieme con Adolf Loos, Hans Kampffmeyer e Max Ermers, è uno tra i più accesi sostenitori di questa forma di urbanistica autogestita detta "self help urbanism".
Dopo aver ricoperto l'incarico di segretario dell'Istituto dei ricerca per l'economia sociale, Neurath fonda la "Co-operative Housing and Allotment Association" un'associazione volta a promuovere l'edilizia sociale e regolarizzare l'assegnazione dei lotti di terreno, per impedire che l'occupazione abusiva degli spazi, sfociando nell'anarchia, faccia perdere alla nuova organizzazione comunitaria ogni potenziale rivoluzionario. Neurath ha piena fiducia in ciò che lui definisce "disordine ordinato", ovvero una collaborazione tra cooperative locali e istituzioni che, incoraggiando la classe lavoratrice nel renderla partecipe della trasformazione urbana, potesse rafforzare la lotta al nascente assetto capitalistico della società. L'economia cooperativa, pur continuando a gettare le proprie basi dal basso, deve appoggiarsi alle infrastrutture burocratiche della società moderna. La metropoli, prodotto del capitalismo, è un ambiente alienante che impedisce al cittadino di instaurare un rapporto organico con il territorio e, frenando lo sviluppo di rapporti di affezione nei confronti di esso, di fatto cancella ogni possibile spirito di comunità. Neurath prova questa sensazione sulla propria pelle quando, durante un periodo di studi a Berlino, inizia a soffrire di patologie tipiche dell'ambiente metropolitano, quali ansia e disturbi dell'umore.
Si concentra quindi sulla ricerca di un modo per conciliare l'utopia della comunità e le contingenze della modernità, vedendo la soluzione unicamente in un ritorno a un tipo di economia pre-moderna, basata sulla fiducia, sullo scambio e altri agenti informali di organizzazione. Fin dal primo momento, Neurath, fortemente influenzato dalle teorie austro-marxiste, vede nell'educazione uno strumento fondamentale di emancipazione del popolo; per questo tiene corsi destinati a quanti dimostino interesse nei confronti del movimento cooperativo di inurbamento autogestito e partecipa alla creazione del "Warentreuhand", una sorta di Wiener Werkstätte o Werkbund non elitario volto all'innalzamento degli standard di vita della classe lavoratrice. L'istituzione, nata da un'idea dell'architetto Margaret Lihotzky, provvedeva soprattutto alla costruzione di abitazioni di emergenza ispirandosi alle costruzioni spontanee dei contadini durante la guerra e riscuote inizialmente grande approvazione. Solo qualche anno dopo, lo scarso successo delle "core house", moduli abitativi flessibili da costruire in cinque fasi che permettevano al contadino di occupare immediatamente l'abitazione senza aspettarne l'intera messa a punto, rivela quanto il sogno urbanistico di Neurath e i suoi compagni fosse legato allo specifico momento storico della guerra e alle emergenze che esso comportava. L'amministrazione col tempo si dimostra sempre più orientata verso investimenti nella costruzione di edifici multipiano, e Neurath, prendendo atto della situazione, si dimette dalla posizione di segretario nell'associazione da lui fondata.

## Museo sociale e Isotype
L'educazione austro-marxista di Neurath, basata sull'importanza dell'emancipazione culturale della classe lavoratrice ha un'enorme influenza in tutta la sua vita; la maggiore manifestazione di questo pensiero si verifica nel 1925, momento della fondazione del Museo della Società e dell'Economia di Vienna. La missione di questo museo è chiara fin dall'inizio: mostrare alle masse (a partire dalla classe subalterna) i processi all'interno di un corpo sociale; dalla produzione all'emigrazione, dalla mortalità alla disoccupazione fino al significato dell'attività sportiva. Il museo, nelle intenzioni di Neurath, deve rivolgersi alla nascente società di massa viennese e, a questo fine, deve rendere più accessibili anche le informazioni sociopolitiche utilizzando il linguaggio dei nuovi media; da queste forme nuove di comunicazione, è necessario apprendere la capacità di trasmettere messaggi anche nei momenti di maggiore disattenzione dovuti alla frenesia della vita moderna. Il museo deve ridurre la distanza tra il leggere e il guardare al fine di accelerare la trasmissione delle informazioni ed essere accessibile anche per un pubblico non specializzato.
Bisogna rinnegare la concezione dell'istituzione museale come una realtà unica, monumentale, che contiene rarità; al contrario Neurath vede il suo ruolo all'interno del museo della società e dell'economia come un'opportunità per fornire delle linee guida che permettano di sviluppare una serialità nella rappresentazione ed esibizione di ogni tema sociale e consentano a ogni lavoratore di prendere parte alla produzione di cultura. È a questo scopo che viene introdotto il metodo viennese di rappresentazione statistica, più tardi noto come Isotype, acronimo di "International System of Typographic Picture Education". L'ispirazione grafica proviene da diversi ambiti (cartografia militare, geroglifici egiziani, pubblicità, movimento della nuova tipografia in Germania…), ma l'idea alla base del progetto rimane quella di trasporre concetti astratti in rappresentazioni accessibili a tutti, in grado di fornire una visione generale e semplificata dei fenomeni. Per facilitare una standardizzazione nella rappresentazione, vengono stabilite alcune regole: a ogni oggetto deve corrispondere un simbolo, i diagrammi devono essere bidimensionali (e non prospettici), non bisogna dire più del necessario, il colore deve essere usato come strumento di lettura e differenziazione. La forza del sistema Isotype è la capacità di fornire una visione globale dei fenomeni utilizzando delle piccole unità componibili e riproducibili serialmente; all'inizio si tratta di figure da ritagliare e montare sul piano (una sorta di Letraset), in seguito la progettazione dei simboli viene interamente affidata a Gerd Arntz, un artista tedesco che si rivela determinante per la diffusione del metodo a livello internazionale.

## Museo globale / Mundaneum
Alla fine degli anni venti, lo spirito enciclopedista di Neurath riceve una grossa spinta dall'incontro con Paul Otlet, un bibliografo belga che da anni lavorava a un progetto utopico di museo mondiale ("world museum"). L'impresa prevedeva di collezionare l'intera conoscenza mondiale in un luogo fisico accessibile e con collegamenti ipertestuali interni; il museo, in forma di Ziggurat, sarebbe stato costruito a Ginevra, all'interno di un complesso architettonico interamente progettato da Le Corbusier; l'architetto modernista era stato infatti contattato da Otlet per il suo spirito internazionalista. È in questo clima che Neurath inizia la sua collaborazione con lo studioso belga, volta alla realizzazione di un Atlante Universale della Cultura. Il progetto prende il nome di N.O.P. , Novus Pictus Orbis (derivato probabilmente anche dalle iniziali dei creatori), e prevede la creazione di una rete museale globale e la pubblicazione di libri di diversi argomenti; il World Palace di Otlet si sarebbe occupato della sistematizzazione del materiale, mentre il Museo della Società e dell'Economia di Neurath si sarebbe dedicato ai problemi inerenti alla visualizzazione. Dopo solo un anno, alcune incomprensioni tra i due studiosi e il momento storico-economico avverso (siamo durante la crisi del 1929) rendono impossibile portare a termine un progetto così ambizioso e il sodalizio tra i due studiosi si scioglie.